# جودي جوردن
جودي جوردن (بالإنجليزية: Judy Jordan)‏ هي كاتِبة وشاعرة أمريكية، ولدت في 1961.